# Cyphomyia neivai
Cyphomyia neivai är en tvåvingeart som beskrevs av James 1940. Cyphomyia neivai ingår i släktet Cyphomyia och familjen vapenflugor. Inga underarter finns listade i Catalogue of Life.